# Bernardino Bollati
Bernardino Bollati (Cardè, 8 aprile 1762 – Biella, 11 giugno 1828) è stato un vescovo cattolico italiano.

## Biografia
Nato a Cardè, presso Saluzzo, l'8 aprile 1762, fu ordinato sacerdote per l'ordine dei frati minori osservanti a Roma, presso la basilica di Santa Maria in Aracoeli, il 19 febbraio 1785.
Fu nominato vescovo di Biella, appena ricostituita, nel 1818, facendovi ingresso il 25 aprile 1819. L'ingresso in diocesi, molto atteso, anche perché segnava il ristabilimento della stessa diocesi dopo la paretesi napoleonica, fu rimandato per una piena dell'Elvo, che bloccò il vescovo a Salussola.
Gli fu affidato il compito di ricostruire una diocesi recente (eretta nel 1772), ma soppressa in epoca napoleonica a favore di quella di Vercelli da cui derivava. 
Il suo episcopato si contraddistinse per l'atteggiamento di ostilità verso le dottrine gianseniste, che si erano diffuse a Biella ai tempi del vescovo Giulio Cesare Viancini Infatti si era già distinto per aver scritto sermoni spiccatamente ultramontani: ad esempio nel 1813 in un pastorale per annunciare l'elezione di papa Leone XII aveva definito «mascherati cattolici» i giansenisti e i gallicani e per aver sostenuto L'amico d'Italia, il periodico che era legato alle Amicizie Cristiane del marchese Cesare Taparelli d'Azeglio. La sua nomina a Biella era quindi in linea con la politica ecclesiastica tipica della Restaurazione, in cui la Santa Sede e la Corte di Torino erano unite nella contrapposizione alle dottrine giansenistiche diffuse in Piemonte.
In occasione dei moti del 1821 dimostrò i suoi sentimenti anti-liberali, salutando la Costituzione concessa da Carlo Felice con una certa tiepidità, mentre in un'orazione funebre per Ferdinando I delle Due Sicilie pronunciata nel Duomo di Torino inveiva contro la Rivoluzione francese e i carbonari.
Al vescovo Bollati non mancò l'opposizione di parte del clero diocesano, che sfociò in libelli anonimi opera del sacerdote Giovanni Antonio Varallo e in un'aperta ostilità contro il vicario generale Giovanni Antonio Morra, che condivideva la linea del vescovo. Morra sarà poi destituito dalla sua carica di rettore del seminario con il nuovo vescovo Placido Maria Tadini, considerato filogiansenista. Il canonico Felice Antonio Canepa, seguace della corrente giansenista dell'Università di Torino, fu uno degli avversari del canonico Morra.
Curò il ripristino del catechismo diocesano dopo l'imposizione del Catechismo ad uso dell'impero del periodo napoleonico. Fece quindi ristampare nel 1823 il Compendio della dottrina cristiana ad uso della diocesi di Biella, che derivava da un precedente Compendio redatto dal vescovo Giulio Cesare Viancini.
Nelle sue Relationes alla Santa Sede denunciò l'indifferenza e l'ostilità verso la Chiesa da parte dall'alta borghesia biellese, infarcita di ideali voltairriani, a cui contrappose però il riconoscimento della fede incorrotta del popolo.
Celebrò i riti della Terza centenaria incoronazione della Madonna di Oropa, in un momento dal forte connotato simbolico per i tanti devoti biellesi.
Indisse il primo sinodo diocesano nel 1825, che si tenne il 19, 20 e 21 luglio, in cui mantenne un atteggiamento moderato, nominando a esaminatori pro-sinodali alcuni preti di simpatie giansenistiche. Costituì le parrocchie di Vagliumina, Favaro e Rosazza. Eresse nel 1824 la prebenda della penitenzieria per il capitolo cattedrale di Biella.
Morì in carica l'11 giugno 1828. Fu sepolto nella cripta del Battistero di Biella, in posizione verticale, rivestito di tutti i paramenti per la Messa pontificale. Successivamente la salma fu esumata e deposta nella cappella centrale del cimitero comunale. Fu ricordato per l'eccezionale carità verso i poveri.

## Genealogia episcopale
La genealogia episcopale è:
- Cardinale Scipione Rebiba
- Cardinale Giulio Antonio Santori
- Cardinale Girolamo Bernerio, O.P.
- Arcivescovo Galeazzo Sanvitale
- Cardinale Ludovico Ludovisi
- Cardinale Luigi Caetani
- Cardinale Ulderico Carpegna
- Cardinale Paluzzo Paluzzi Altieri degli Albertoni
- Papa Benedetto XIII
- Papa Benedetto XIV
- Papa Clemente XIII
- Cardinale Enrico Benedetto Stuart
- Cardinale Michele Di Pietro
- Vescovo Bernardino Bollati, O.F.M.Obs.